# R-GO (album)
Az R-GO az R-GO együttes debütáló nagylemeze, amely 1983-ban jelent meg. 1998-ban CD-n is kiadták.

## Dalok
Minden dal az R-GO közös szerzeménye, kivéve azok, ahol a szerzők jelölve vannak.

### Első oldal
1. Ergo: Létezem
2. Júlia
3. Eszkimó, szambázz!
4. Kriszti
5. A Csiki-dam madár szíve
6. Bombázó (R-GO–Král Gábor)

### Második oldal
1. Szeráj
2. Titkos szerelem
3. Mert ő...
4. Zanzibár (R-GO-Král Gábor)
5. Egy alacsony férfi dilemmái a szerelem körül (R-GO-Král Gábor)
6. Summa

## Közreműködött
- Szikora Róbert – ének, gitár, dob, zongora, tangóharmonika

- Környei Attila – basszusgitár, hegedű, ének
- Kozma Tibor – gitár, ének
- Holló József – zongora, szintetizátor, klarinét, ének
- Braille Pasquale – dob, szájharmonika, ének
- Gida Duó: Charlotte Clavier és Varga Éva – vokál
- Karagiannopulos Polivios – konga
- Kincses György – trombita
- Jáki Attila – szaxofon
- Zséli József – szaxofon

### Produkció
- Szikora Róbert – zenei rendező
- Henk István – grafika
- Vértes György – fotó
- Berkes Zoltán, Hajas György – hangmérnök